# Audacity (Schiff)
HMS Audacity (D10) war ein Geleitflugzeugträger der Royal Navy, der während des Zweiten Weltkrieges zum Einsatz kam und 1941 versenkt wurde. Die Audacity entstand durch den Umbau des 1940 von der Royal Navy gekaperten deutschen Kombischiffes Hannover und war der erste Geleitflugzeugträger, der auf alliierter Seite während des Zweiten Weltkrieges zum Einsatz gelangte. Nach einer kurzen, aber erfolgreichen Dienstzeit ging das Schiff am 21. Dezember 1941 nach Torpedotreffern des deutschen U-Bootes U 751 auf 43° 45′ 0″ N, 19° 54′ 0″ W verloren.

## Vorgeschichte

### Hannover
Am 7. März 1940 stoppten der britische Leichte Kreuzer Dunedin und der kanadische Zerstörer Assiniboine in der Mona-Passage den zuvor aus Curaçao ausgelaufenen deutschen Frachter Hannover, ein mit 5.537 BRT vermessenes Kombischiff des Norddeutschen Lloyd. Es gehörte zu einer Baureihe von neun Motorschiffen, die für den Deutschen Westküstendienst gebaut worden waren. Die Hannover lief am 29. März 1939 als letztes Schiff der Baureihe beim Bremer Vulkan in Vegesack vom Stapel und wurde am 10. Mai 1939 an den Norddeutschen Lloyd abgeliefert, der sieben der Schiffe betrieb. Die HAPAG beteiligte sich an dem Dienst zur südamerikanischen Westküste unter anderem mit den beiden anderen Schiffen der Serie.
Die Hannover hatte am 22. Juni 1939 ihre Jungfernfahrt aus Bremen nach Valpareiso mit 20 deutschen Passagieren angetreten, von denen acht als auswandernde Juden erfasst wurden. Dazu waren noch zwei ausländische Fahrgäste an Bord.
Am 8. August 1939 trat das Schiff seine erste Rückreise aus Chile nach Europa an, die Ende des Monats in Willemstad (Curaçao) endete, wo das Schiff – wie eine Vielzahl deutscher Handelsschiffe – nach den deutschen Warnmeldungen über einen möglichen Kriegsausbruch Zuflucht suchte. In der Nacht zum 6. März 1940 brach die Hannover mit den Kombischiffen Mimi Horn und Seattle aus dem Hafen der niederländischen Kolonie aus. Während die beiden vor der Hannover ausgelaufenen Schiffe aus der Karibik entkamen, wurde die Hannover von der Assiniboine entdeckt und verfolgt.

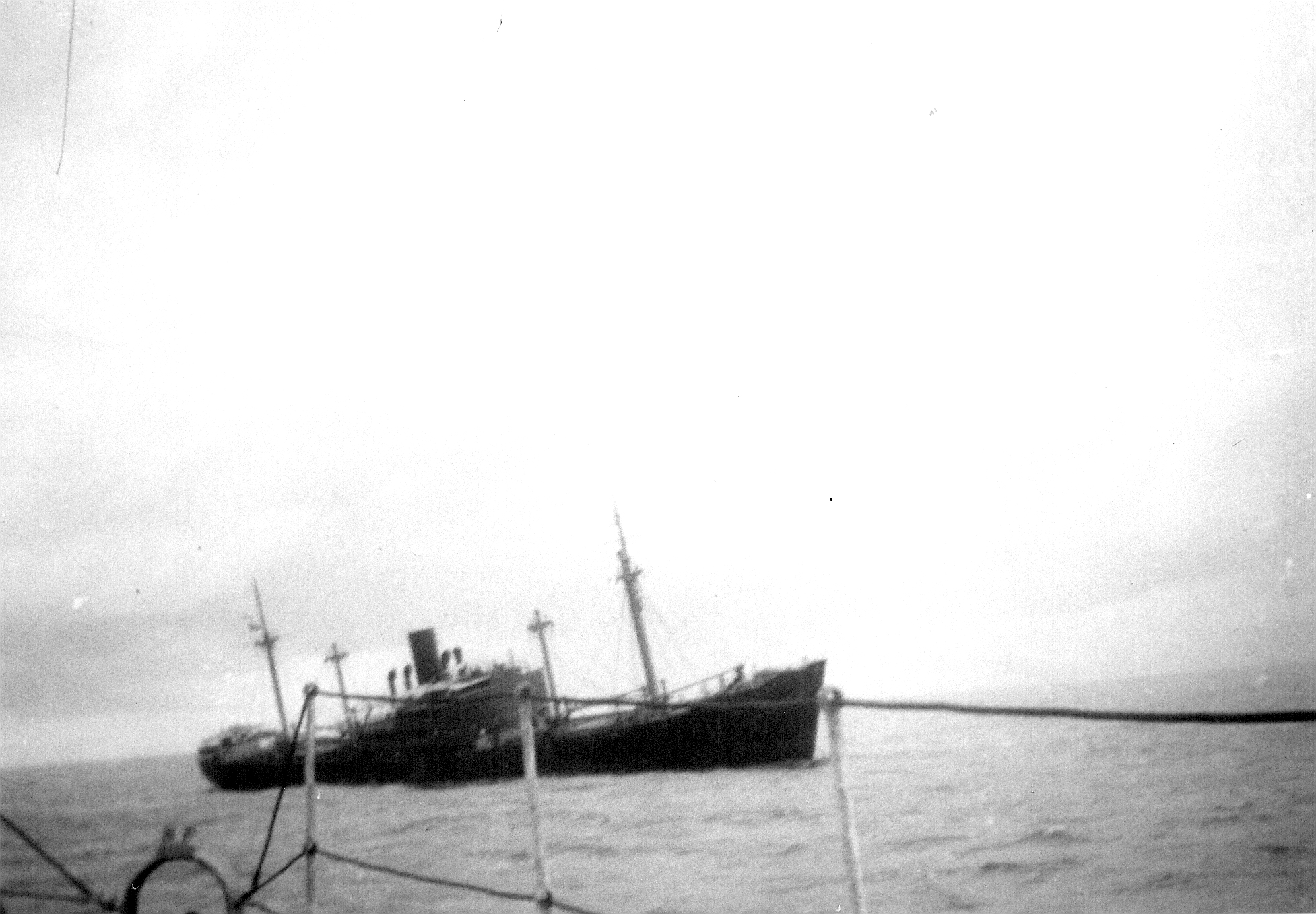
Das Frachtschiff Hannover kurz vor der Kaperung am 8. März 1940.

Das deutsche Schiff flüchtete zunächst in die Dreimeilenzone der Dominikanischen Republik. Da der Zerstörer jedoch immer noch in unmittelbarer Nähe wartete, setzten die Deutschen ihr Schiff in den frühen Morgenstunden des 8. März, etwa gegen 1.00 Uhr, im Laderaum in Brand und ruderten mit den Beibooten zur nahen Küste. Da die Seeventile nicht geöffnet worden waren und die Feuer nicht wie vermutet die Ladung entzündeten, sank die Hannover nicht und konnte am Morgen des gleichen Tages von einem Prisenkommando der Dunedin geentert werden. Die Briten benötigten fast vier Tage, um die Schwelbrände an Bord endgültig zu löschen, konnten das Schiff jedoch retten und nach Jamaika abschleppen.

### Sinbad
Da der Frachter noch nicht einmal ein Jahr alt war, wurde er, nachdem die durch das Feuer entstandenen Schäden repariert waren, im Juni 1940 an die britische Reederei Cunard-White Star Ltd. übergeben, die ihn unter dem neuen Namen Sinbad (im deutschen Sprachraum wird öfters die deutsche Schreibweise Sindbad verwendet) in Dienst nahm.

### Empire Audacity
Im November 1940 wurde die Sinbad von der Royal Navy übernommen, um zu einem Ocean Boarding Vessel (OBV) umgerüstet zu werden. Diese behelfsmäßig bewaffneten Schiffe, Hilfskreuzern nicht unähnlich, hatten die Aufgabe, nach gegnerischen Blockadebrechern zu suchen, diese notfalls zu entern und als Prisen einzubringen. Die Sinbad erhielt infolgedessen Mitte November 1940 den neuen Namen Empire Audacity und unterstand der Royal Navy.
Zur gleichen Zeit wurden die britischen Konvoirouten im Atlantik stark von deutschen U-Booten und von Langstreckenflugzeugen des Typs Focke-Wulf Fw 200 angegriffen. Dies führte dazu, dass die Royal Navy verstärkt den Bau der sogenannten CAM-Schiffe vorantrieb. Da diese Katapultschiffe indessen eine reine und nicht befriedigende Behelfslösung darstellten und sich zudem nicht übermäßig bewährten (die katapultierten Flugzeuge konnte nicht wieder auf diesen Schiffen landen und gingen häufig durch Notwasserungen verloren), wurde bald die Forderung nach reinen Geleitflugzeugträgern laut, die einerseits die deutschen Fernkampfflugzeuge abwehren und andererseits die U-Boote unter Wasser drücken und bekämpfen sollten. In diesem Zusammenhang wurde beschlossen, die Empire Audacity zu einem Behelfsflugzeugträger umzubauen. Das Schiff wurde im Januar 1941 nach Blyth verlegt und dort bei der Blyth Dry Docks & Shipbuilding Company eingedockt. Die Umbauarbeiten dauerten knapp ein halbes Jahr.

## Technische Details
Alle Aufbauten, der Schornstein und sämtliche Masten und Kräne wurden entfernt. Das Schiff erhielt stattdessen ein Flugdeck von 140,22 m Länge und 18,21 m Breite. Die Gesamtlänge des Schiffes lag bei 142,42 m. Der umfangreiche Umbau brachte indessen Probleme mit sich, da durch den Abbau aller Aufbauten der Schiffsrumpf erheblich leichter wurde. Um eine daraus resultierende Topplastigkeit zu verhindern, mussten beinahe 3.000 ts Ballast im unteren Teil des Rumpfes untergebracht werden. Die maximale Wasserverdrängung des Trägers stieg dadurch auf rund 12.000 ts. Die Maschinenanlage der ehemaligen Hannover, eine MAN-Dieselmaschine mit 5200 PS, die auf eine Welle wirkte, wurde unverändert gelassen.

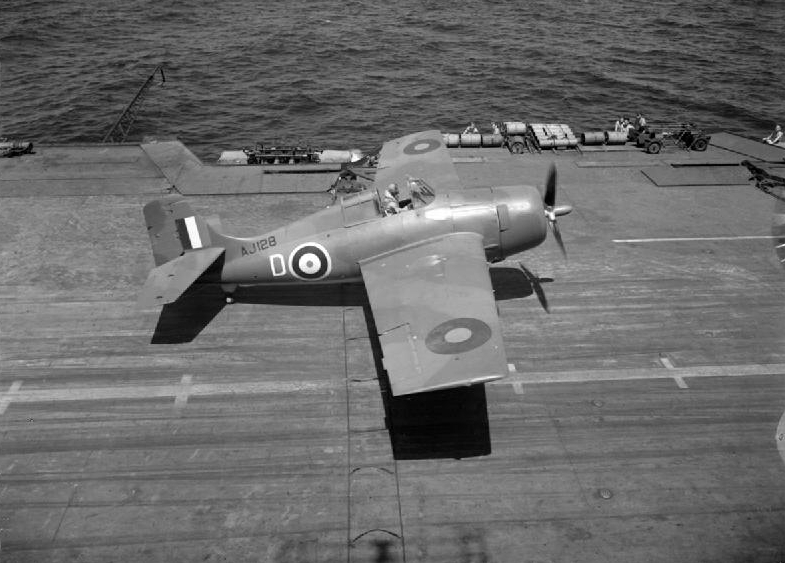
Eine Martlet

Die Bewaffnung bestand aus einer einzelnen 10,2-cm-Kanone Mark V achtern und einer 5,7-cm-Kanone für Signalzwecke sowie vier 4-cm-Flak und ebenfalls vier 2-cm-Oerlikon-Flak. Ferner kam ein Luftwarnradar vom Typ 79B an Bord, das eine Reichweite von etwa 90 Kilometern hatte.
Das Innere des Rumpfes wurde, von einer Vergrößerung der Mannschaftsquartiere abgesehen, weitgehend in seinem ursprünglichen Zustand belassen. Lediglich Tanks für rund 45.500 Liter Flugbenzin wurden installiert. An Bord des Geleitträgers befanden sich kein Hangar, keine Katapulte und keine Flugzeugaufzüge, weswegen die mitgeführten Flugzeuge (zunächst sechs, später acht Maschinen des Typs Martlet) auf dem Flugdeck geparkt werden mussten. Die Besatzung umfasste 1941 480 Mann, wobei rund 210 für den Flugbetrieb verantwortlich waren.

## Einsatzzeit
Die offizielle Indienstnahme des neuen Geleitträgers, der zunächst noch den Namen Empire Audacity trug, erfolgte am 17. Juni 1941. Nach Start- und Landeübungen (die erste Landung auf dem Schiff erfolgte am 10. Juli 1941) wurde der Träger am 31. Juli in Audacity umbenannt und erhielt die Kennung D10. Diese Umbenennung fand deshalb statt, weil man Namenskonflikte mit den zivilen Frachtschiffen des Empire-Typs vermeiden wollte. Nachdem Anfang August 1941 sechs Martlet-Jagdbomber der 802. FAA-Squadron an Bord gekommen waren, lief die Audacity zu ihren ersten Einsätzen aus und wurde ab September in den Western Approaches eingesetzt, um dort alliierte Geleitzüge auf der Route zwischen dem Vereinigten Königreich und Gibraltar zu schützen. Kommandant des Trägers war Commander Douglas W. Mackendrick.

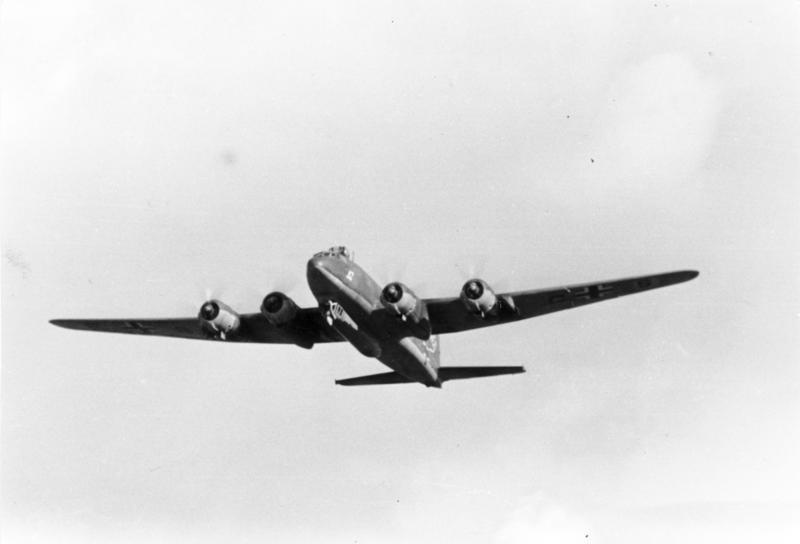
FW 200 „Condor“

### Erste Konvoioperationen
Zwischen September und Dezember 1941 sicherte die Audacity insgesamt vier Konvois auf der genannten Route, darunter die Geleitzüge OG-74 und OG-76. Hierbei gelang es Martlet-Jägern der Audacity, drei deutsche Langstreckenbomber des Typs Focke-Wulf Fw 200 abzuschießen; der erste Abschuss wurde am 21. September 1941 erzielt.

### Die Schlacht um den Konvoi HG-76
Ab Mitte November 1941 in Gibraltar stationiert, wurde der Geleitträger mit seiner Support Group (dem Zerstörer Stanley und den Geleitzerstörern Exmoor und Blankney) ab dem 14. Dezember 1941 zur Sicherung des Konvois HG 76 herangezogen. Dieser aus 32 Handelsschiffen bestehende Geleitzug, stark geschützt von der „36th Escort Group“ unter Commander Frederic John Walker mit den Sloops Stork und Deptford  sowie den sieben Korvetten Rhododendron, Marigold, Convolvulus, Penstemon, Gardenia, Samphire und Vetch, verließ am 14. Dezember 1941 Gibraltar. Das Auslaufen des Geleitzuges meldeten Agenten den Deutschen, die den Geleitzug am 16. Dezember durch eine Fw 200 der I./KG 40 entdeckten, woraufhin von deutscher Seite neben acht Fw 200 das aus fünf U-Booten bestehende U-Boot-Rudel Seeräuber auf den Konvoi angesetzt wurde.

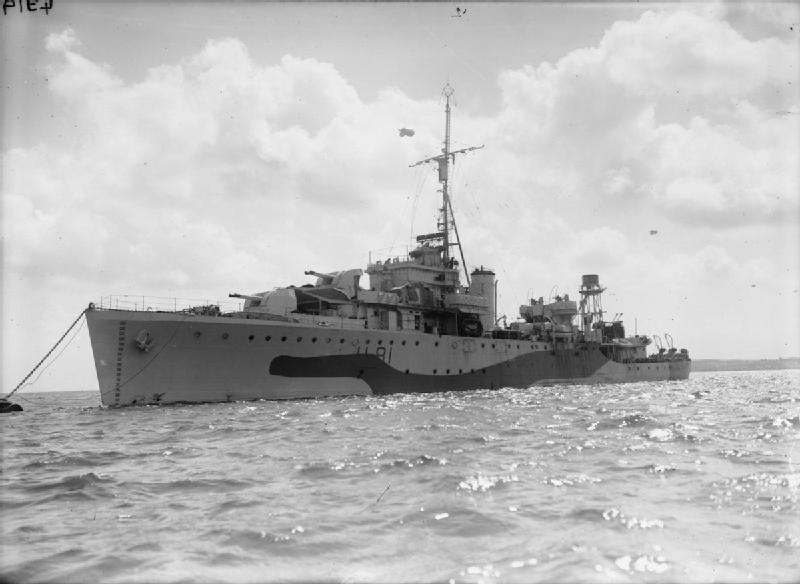
Die Stork

Während der folgenden Tage versuchten deutsche U-Boote immer wieder, an den Geleitzug heranzukommen, wobei am 17. Dezember 1941 ein Martlet-Jagdbomber der Audacity das deutsche U-Boot U 131 durch Bombenwürfe beschädigen konnte; allerdings wurde die Martlet beim Angriff von der Flak des U-Bootes abgeschossen (einige Quellen bezeichnen das abgeschossene Flugzeug als eine Fairey Swordfish, Maschinen dieses Typs befanden sich zu diesem Zeitpunkt nicht an Bord des Trägers und nicht im Dienst der 802. FAA-Squadron). Das tauchunklare Boot musste sich bei der Annäherung britischer Überwasserstreitkräfte (Stork, Blankney, Exmoor und Stanley) selbst versenken; die gesamte Besatzung von 55 Mann wurde von den Briten gerettet.

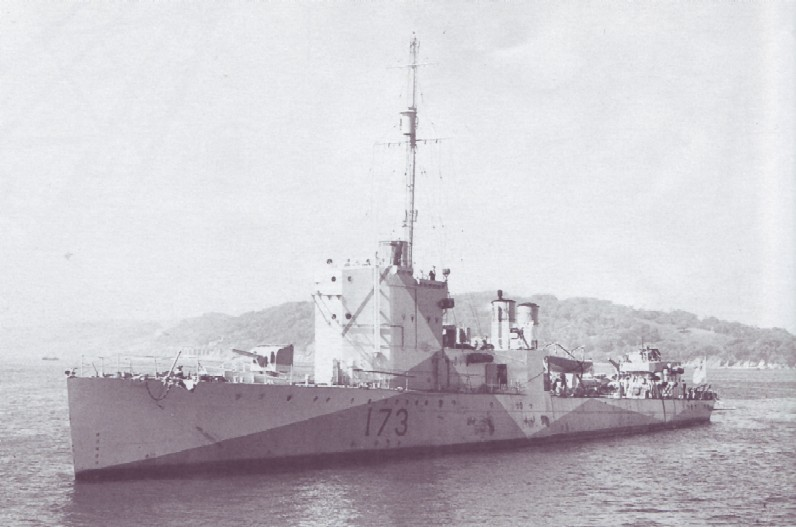
Die Stanley

Am 18. Dezember gelang der Blankney und der Stanley das gleiche mit dem fühlungshaltenden U 434 (42 Schiffbrüchige gefangen genommen, zwei Tote) und die Flugzeuge der Audacity schossen zwei Fw 200 ab. Am 19. Dezember konnte U 574 den Zerstörer Stanley versenken (136 Tote, 25 Überlebende), wurde aber selbst von der Stork gerammt und versenkt (25 Tote, 19 Überlebende). Fünf weitere U-Boote konnten herangeführt werden und erstmals verlor der Konvoi einen Dampfer, den norwegischen Frachter Annavore (3.324 BRT), wobei von 38 Besatzungsangehörigen nur vier gerettet werden konnten. Den Maschinen der Audacity gelangen erneut zwei Fw 200-Abschüsse und sie konnten ein U-Boot vom Geleitzug abdrängen. An den folgenden beiden Tagen fanden immer wieder Attacken auf den Konvoi HG 76 statt, wobei U-Boote noch den britischen Frachter Ruckinge (2.869 BRT) versenken konnten; von 42 Besatzungsangehörigen konnten 39 gerettet werden.

## Untergang derAudacity
In den Abendstunden des 21. Dezember 1941 durchbrach das auf den HG-76 operierende deutsche U-Boot U 751 unter dem Kommando von Kapitänleutnant Gerhard Bigalk die Konvoisicherung und erzielte um 21.37 Uhr einen Torpedotreffer auf der Audacity. Der Torpedo traf das Heck des Trägers, zerstörte die Ruderanlage und verursachte einen starken Brand. Obgleich das Schiff nicht sank, sprangen einige Besatzungsmitglieder in Panik über Bord. Die Sicherungsschiffe in der Nähe begannen daraufhin mit der Rettung von im Wasser schwimmenden Seeleuten.
Knapp 20 Minuten später lief U 751, von den mit Rettungsmaßnahmen beschäftigten Sicherungsschiffen weitgehend unbehindert, zu einem neuerlichen Angriff an und erzielte gegen 22.00 Uhr zwei weitere Torpedotreffer auf der Audacity. Einer der Torpedos traf dabei einen Tank mit Flugbenzin im Vorschiff, was eine verheerende Folgeexplosion auslöste. Der brennende Träger bekam daraufhin rasch Schlagseite nach Steuerbord und begann zu sinken. Die Audacity kenterte kurze Zeit später und war um 22.10 Uhr von der Wasseroberfläche verschwunden. Der Untergangsort liegt etwa 520 Seemeilen westlich von Kap Finisterre.
Durch die Torpedoeinschläge und beim Untergang kamen 73 Besatzungsangehörige ums Leben. Zudem gingen sieben mitgeführte Flugzeuge verloren. Infolge der Unübersichtlichkeit des nächtlichen Gefechtes konnten einige der 407 Überlebenden erst nach vier Stunden gerettet werden. In der Nacht versenkte die Deptford mit Wasserbomben noch U 567 unter Kapitänleutnant Engelbert Endrass.

## Nachwirkung
Obgleich die Audacity selbst von einem U-Boot versenkt wurde, zeigte sie doch die Wirksamkeit des Konzeptes des Geleitflugzeugträgers hinsichtlich der Sicherung von Konvois. Im Verlauf des Krieges, vor allem ab dem Spätjahr 1942, wurden mehr und mehr britische und amerikanische Geleitflugzeugträger in Dienst gestellt; bis Kriegsende waren es insgesamt 129 Schiffe. Diese halfen nicht nur bei der Absicherung der nicht von der landgestützten alliierten Luftüberwachung erreichbaren Seeräume aus der Luft, sie wurden im späteren Kriegsverlauf zur Bildung eigener, selbstständig agierender U-Jagd-Gruppen (Hunter-Killer-Gruppen) herangezogen, die großen Anteil hatten an der Herbeiführung der Wende in der Atlantikschlacht zu Ungunsten der deutschen U-Boote ab Mai 1943.